# 怯别汗
怯别汗（?—?），又作别察博，金帳汗國君主（1414年在位），是脱脱迷失的儿子。
1405年脱脱迷失被杀，怯别汗跟随哥哥札兰丁·汗逃往立陶宛大公國，立陶宛大公维陶塔斯大帝帮助他们兄弟攻打金帐汗国也迪古，占领萨莱。1413年，怯别汗另一个哥哥乞邻·别儿歹杀了札兰丁·汗。怯别汗不服，和兄弟合迪儿·别儿迪、賈巴爾·別兒迪反对乞邻·别儿歹。
1414年，怯别汗继承汗位。不久，被库卡剌汗赶出萨莱。怯别汗多次为了争夺金帐汗宝座和他的兀鲁思的独立进行了了十多年的斗争，但一直没有成功。1424年，被札兰丁·汗的儿子兀魯·穆罕默德击败，从草原向北逃到梁赞方面。
| 前任： 乞邻·别儿歹 | 金帐汗国君主 1414年 | 繼任： 库卡剌汗 |